# Campo di concentramento per bambini polacchi di Łódź
Il campo di concentramento per bambini polacchi di Łódź (conosciuto anche come campo di via Przemysłowa o Kinder-KZ Litzmannstadt; più precisamente Polen-Jugendverwahrlager der Sicherheitspolizei in Litzmannstadt in tedesco, e  Prewencyjny Obóz Policji Bezpieczeństwa dla Młodzieży Polskiej w Łodzi in polacco) è stato un campo di detenzione minorile istituito nel dicembre 1942 dai nazisti nell'area del ghetto di Łódź; alle bambine era riservato anche una sezione distaccata a Dzierżązna. Vi furono detenuti circa 1.600 bambini polacchi non-ebrei, in prevalenza tra gli 8 e i 14 anni, orfani o arrestati per piccoli crimini o comunque abbandonati in conseguenza della morte o arresto dei loro genitori. Quando le truppe sovietiche giunsero a Łódź il 19 gennaio 1945 trovarono al campo circa 900 ragazzi. 

## La vicenda
L'11 dicembre 1942, un campo per bambini e giovani polacchi (Polenjugendverwahrlager der Sicherheitspolizei in Litzmannstadt) divenne operativo in un'area separata entro i confini del ghetto di Łódź, una sezione delimitata approssimativamente da quelle che oggi sono le vie Emilii Plater, Gornicza e Zagajnikowa. Il cancello principale del campo era situato su via Przemysłowa; quindi, è spesso indicato come il campo di via Przemysłowa.
Una direttiva del 28 novembre 1942 a firma di Heinrich Himmler spiegava che sarebbe stato un campo per adolescenti polacchi, considerati criminali o abbandonati:
L'incuria della gioventù polacca si è sviluppata seriamente e costituisce un grave pericolo per i giovani tedeschi. Le ragioni di questa negligenza si trovano principalmente nello standard di vita incredibilmente primitivo dei polacchi ... I bambini polacchi vagano senza supervisione o occupazione, commerciando, accattonando, rubando, diventando una fonte di pericolo sia per i bambini tedeschi dal punto di vista morale, sia per il fatto che potrebbero continuare le loro attività criminali".
Il riferimento razzista allo "standard di vita incredibilmente primitivo dei polacchi" e al "pericolo morale" che i "bambini polacchi "rappresenterebbero per i "bambini tedeschi" mostra come quella di Lodz non fosse semplicemente una struttura educativa per riabilitare dei minorenni dediti ad "attività criminali". In realtà, il "riformatorio minorile" di Łódź si inquadrava all'interno delle politiche di arianizzazione e pulizia etnica che prevedevano la germanizzazione dei territori conquistati ad est con la completa eliminazione degli ebrei e dei rom e la riduzione in schiavitù delle popolazioni slave.

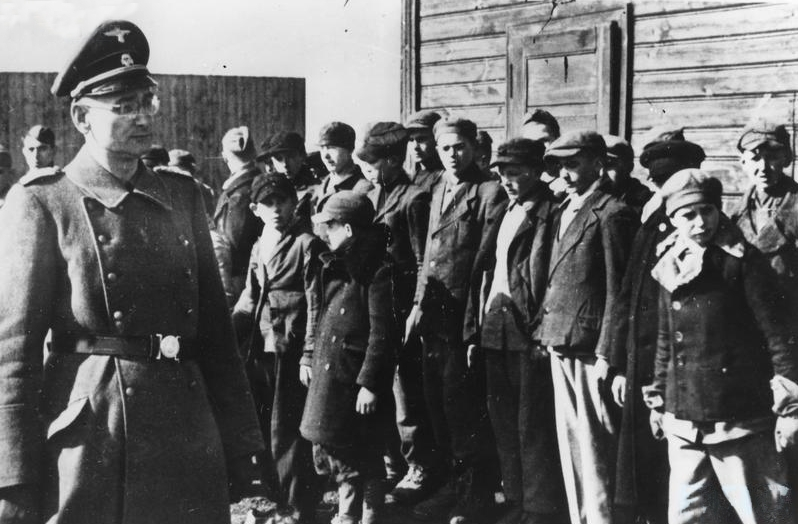
L'appello dei bambini a Łódź

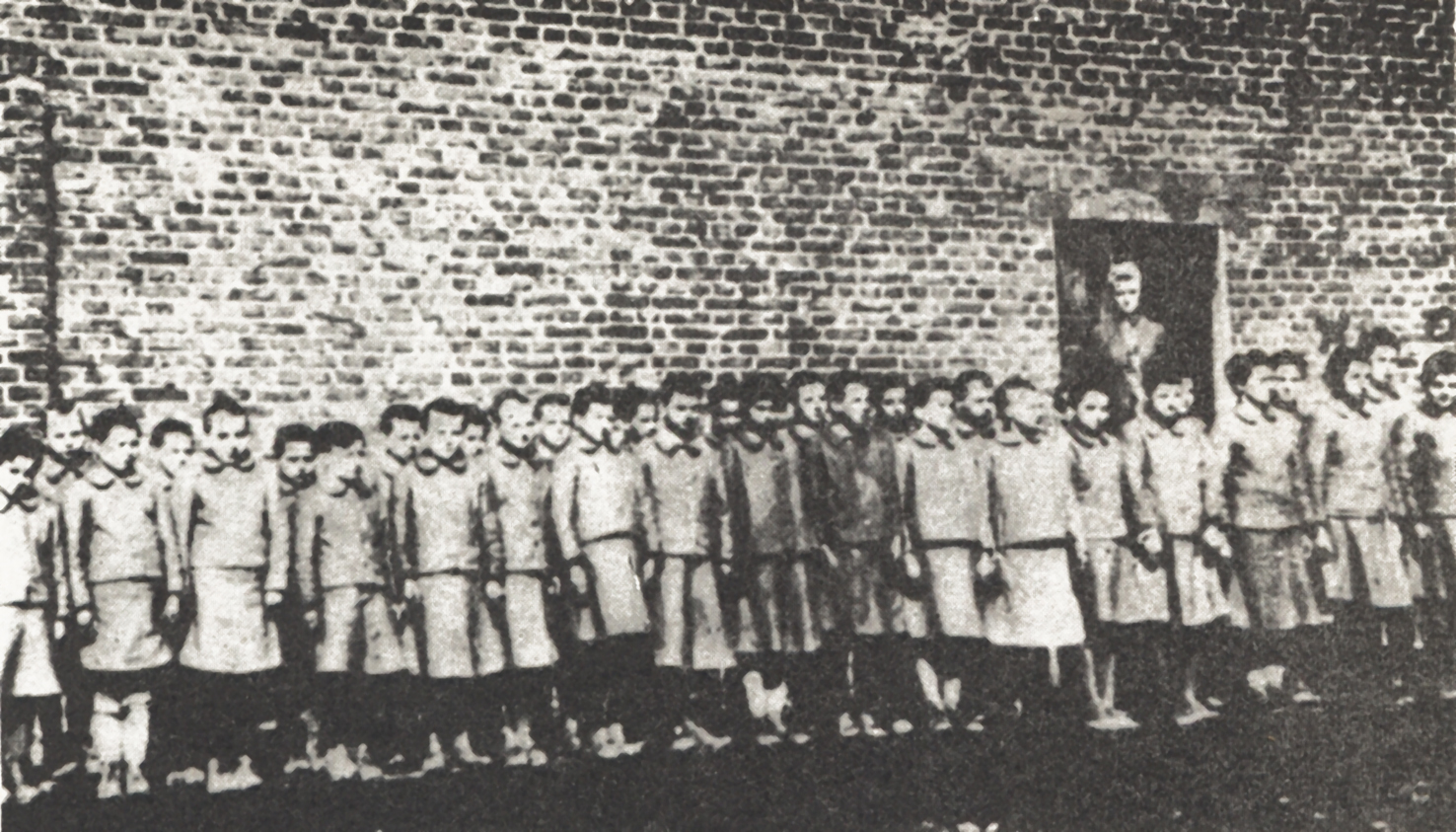
L'appello delle bambine a Dzierżązna

Durante la seconda guerra mondiale, migliaia di bambini polacchi provenienti dalle aree inglobate nel Reich e dal Governatorato Generale furono detenuti nei campi di concentramento nazisti. Alcuni di loro considerati "di valore dal punto di vista razziale" furono sottratti alle loro famiglie e selezionati per i programmi di adozione e germanizzazione. Ai campi di concentramento erano destinati quelli ritenuti "di scarso valore razziale" e condannati quindi allo sfruttamento lavorativo. In campi come Potulice o Auschwitz i bambini entravano in prigionia con i loro familiari, anche quando venivano poi da essi separati all'interno della struttura detentiva. A Łódź invece non v'erano adulti: i piccoli detenuti erano in prevalenza bambini provenienti da orfanotrofi; o ragazzi di strada, condannati per vagabondaggio o piccoli reati; o comunque minori abbandonati, perche' i loro genitori erano stati uccisi o arrestati per motivi politici. All'inizio l'età minima dei detenuti nel campo fu fissata a 8 anni, poi abbassata a 6, ma è documentata la presenza di bambini più piccoli, anche di 2 anni. Quando i minori raggiungevano un'età superiore ai 16 anni, venivano trasferiti nei campi di lavoro coatto della Germania.
Per la costruzione del campo a Łódź si presero all'inizio in considerazioni varie località, incluso il Monastero francescano di Łódź. Si optò alla fine per un'area limitrofa al ghetto ebraico, che garantiva condizioni di sicurezza ottimali e che, se necessario, sarebbe potuta essere ampliata a piacimento di pari passo con la liquidazione del ghetto. 
Le condizioni di vita erano durissime. I bambini polacchi detenuti erano completamente isolati sia dal mondo esterno sia dagli ebrei del ghetto, essendo l'area del campo interamente circondata da un'alta recinzione fatta di assi e pattugliata dalle sentinelle tedesche. I giovani detenuti avevano numeri invece di nomi, indossavano abiti e zoccoli di prigione grigi e lavoravano dalla mattina alla sera, proprio come facevano i loro coetanei nel ghetto, dall'altra parte del muro, anche 10-12 ore al giorno. Avevano anche gli stessi insegnanti: gli artigiani ebrei, scortati lì dalle autorità naziste. I bambini cucivano vestiti, costruivano scarpe di paglia, ripulivano gli zaini e raddrizzavano gli aghi. Le ragazze lavoravano nella lavanderia, nella cucina, nell'officina del sarto e nel giardino. Ad esse era riservata anche una sezione separata del campo che operava in una proprietà privata a Dzierżązna, a 15 chilometri da Łódź, una fattoria agricola dove le condizioni di vita era lievemente migliori. La disciplina in entrambi i campi era rigidissima: i bambini venivano regolarmente picchiati o frustati per la minima infrazione. Le condizioni igieniche, specie nel campo di Łódź, erano deplorevoli. Durante l'epidemia di tifo che scoppiò tra la fine del 1942 e l'inizio del 1943, 280 bambini che si ammalarono in quell'occasione furono mandati in un ospedale nel ghetto in via Dworska 74 (che ora è via Organizacji WiN), dove furono curati dai medici ebrei. Nel maggio 1944 esplose un'altra epidemia di tracoma. 

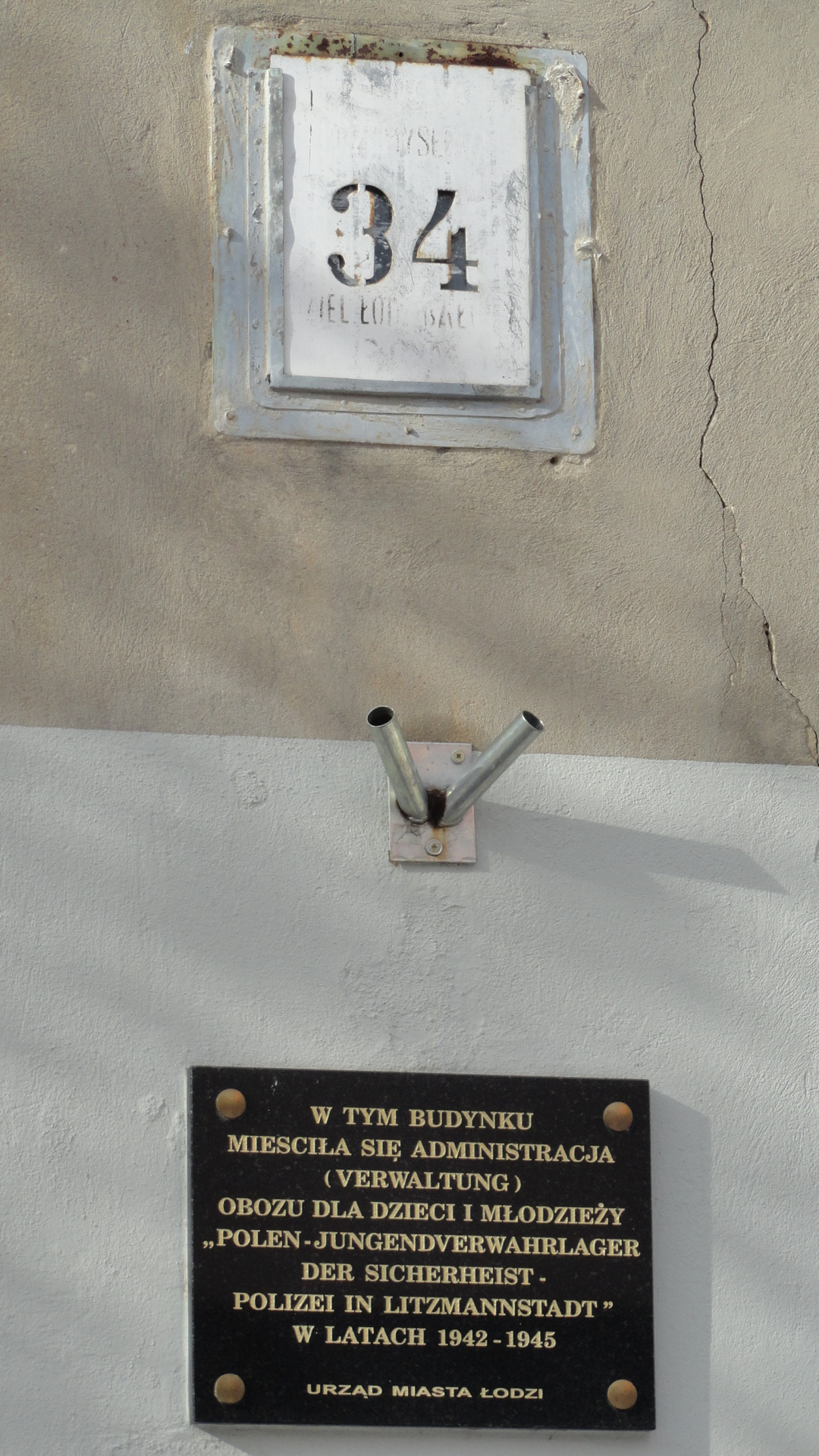
La targa commemoratica in via Przemyslowa 34

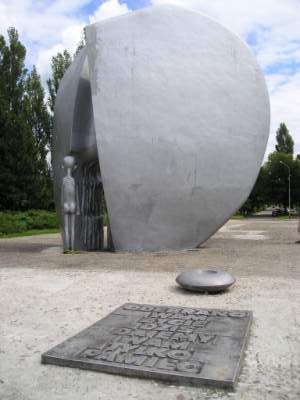
Il "monumento del cuore spezzato" (1971)

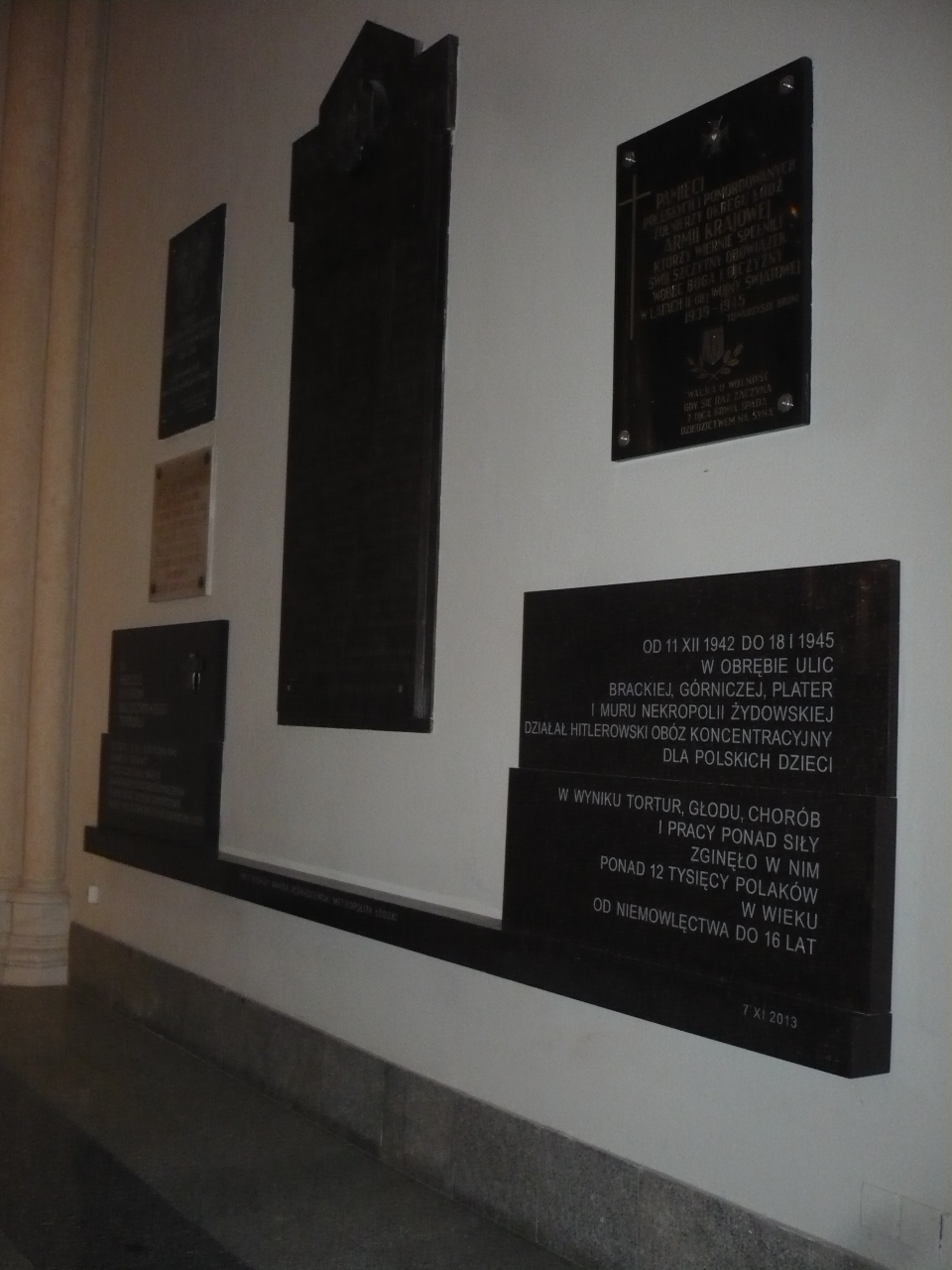
Il memoriale alla cattedrale (2013)

Il numero esatto di coloro che transitarono per il campo è difficile da stabilire in mancanza di dati certi. La prima monografia pubblicata da Józef Witkowski nel 1975 parlava di 12.000 bambini e migliaia di vittime. Le cifre si riferivano al totale dei bambini polacchi che secondo le stime del tempo sarebbero stati avviati ai programmi di germanizzazione e che si ipotizzava fossero transitati per il campo, pur in mancanza di alcuna fonte documentaria che lo confermi. Il numero, tuttora riportato in diverse fonti e memoriali, è considerato oggi del tutto esagerato e irrealistico ad indicare coloro che furono detenuti nel campo, viste le modeste capacità ricettive della struttura. Sappiamo ad esempio che nell'aprile 1943 al campo c'erano solo 300 bambini e che tra il 1943 e il 1944 vi giunsero 1.086 ragazzi e 250 ragazze, il che porta verosimilmente alla stima di un totale di circa 1.600 bambini detenuti.
Diversi bambini morirono di fame, freddo e malattia o per le percosse subite. Non si trattava comunque di un campo finalizzato allo sterminio dei detenuti. I morti documentati sono 136, che furono sepolti in una speciale sezione del cimitero ebraico del ghetto, un numero realistico considerando alcune testimonianze che parlano di una media di 1-2 decessi alla settimana. Altri bambini lasciarono il campo per essere condotti in Germania avendo superati i 16 anni. Un gruppo di una decina di ragazzi provenienti dal campo che si trovavano nella prigione di Łódź in attesa di essere trasferiti altrove, morì nel massacro dei detenuti ad opera delle SS, avvenuto il 17 gennaio 1945, due giorni prima dell'arrivo delle truppe sovietiche. Alla fine della guerra rimanevano circa 900 bambini prigionieri nel campo di Łódź e un numero imprecisato in quello più piccolo di Dzierżązna. La maggior parte dei bambini lasciò il campo per conto proprio, cercando di ricongiungersi a propri familiari e tornare ai loro villaggi di residenza. Degli orfani e dei malati si presero cura le associazioni assistenziali. Il campo fu smantellato.

## La memoria
Del campo oggi rimangono solo pochi edifici, in particolare il vecchio edificio amministrativo al numero 34 di via Przemysłowa, in cui negli anni settanta fu collocata una targa commemorativa. Per molti anni dopo la guerra, la gente non sapeva nemmeno dell'esistenza di questo campo per bambini e giovani polacchi. Il 9 maggio 1971 il "monumento del cuore spezzato" fu inaugurato nel Parco Szare Szeregi (l'ex Parco Promienistych, appena fuori dalla vecchia area del campo), per commemorare i bambini imprigionati e morti nel campo di via Przemysłowa e più in generale tutti i bambini polacchi non ebrei che furono vittime dell'Olocausto. Il monumento, opera di Jadwiga Janus e Ludwik Mackiewicz, raffigura un ragazzo denutrito che si stringe idealmente a un cuore spezzato. C'è uno spazio vuoto della forma di un bambino nel cuore e un'iscrizione che dice: "La vita ti è stata presa ma noi ricordiamo". Il 7 novembre 2013 una targa in memoria dei piccoli "martiri" polacchi è stata collocata anche all'interno dell'atrio della cattedrale di Łódź.